# Колганов, Владимир Николаевич
Влади́мир Никола́евич Колга́нов (р. 25 июня 1947, п. Гродеково, Приморский край) — глава администрации Барнаула с 23 февраля 2003 года по 13 августа 2010 года.

## Биография

### Детство и юность
Родился 25 июня 1947 года в посёлке Гродеково Приморского края, в семье военнослужащего. В связи с увольнением отца из рядов Советской Армии семья переехала сначала в село Завьялово Алтайского края, а в 1954 году в Барнаул.
Окончил восемь классов средней школы № 25 в 1962 году поступил в Барнаульский строительный техникум, по окончании которого в 1966 году начал трудовую деятельность помощником мастера ремонтно-строительного цеха Барнаульского котельного завода.
В 1966—1969 годах проходил службу в Тихоокеанском флоте на эскадренном миноносце «Вразумительный» в звании старшины второй статьи, был секретарём комитета комсомола корабля. После увольнения в запас вернулся в Барнаул.

### Начало карьеры
С декабря 1969 по апрель 1972 года работал инженером-строителем отдела капитального строительства на Алтайском моторном заводе. В 1972 году переведён в ОКС Барнаульского горисполкома на должность старшего экономиста финансового отдела, а со временем дослужился до начальника управления капитального строительства Барнаульского горисполкома. В 1976 году окончил Алтайский политехнический институт по специальности промышленное и гражданское строительство.

### Работа в барнаульском горисполкоме
С августа 1985 по май 1987 — заместитель председателя горисполкома, а с 1987 по 1990 года — первый заместитель председателя горисполкома. В марте 1990 избран председателем исполкома городского Совета народных депутатов. С 1991 по 1994 года генеральный директор «Алтайского коммерческого стабилизационного фонда», а с апреля 1994 года по март 2003 года первый заместитель главы администрации.

### Глава администрации Барнаула
После гибели В. Н. Баварина в 2003 году, Колганов, как первый заместитель становится главой города. Фактически, его кандидатуру поддержали финансово-промышленные группы города, работавшие с семьёй Баварина.

#### Достижения
Сам Колганов заявил о продолжении политики своего бывшего начальника. Через год, в марте 2004 года — В. Н. Колганов официально избирается главой муниципального образования Барнаула. В целом, из самых заметных действий его администрации выделается курс на удержание существующей социально-экономической и политической ситуации в городе. Основные финансовые средства и фонды пополняются за счёт федерального и краевого бюджета и сообственно идут по большей мере на благоустройство центральных улиц, зарплату муниципальным работникам, социальную помощь малоимущим, ремонт фасадов, улиц, коммуникаций.
В 2005 году в городе введены в эксплуатацию 227 тыс.м² жилья, МОУ «Средняя общеобразовательная школа № 31», новый корпус МУЗ «Детская городская клиническая больница № 7».
Летом 2006 года В. Колганов представил новый генплан Барнаула на 20 лет, разработанный в Санкт-Петербурге. Согласно ему, в городе должны появиться Обской бульвар, новая трасса соединяющая центр с окраинами города, а развитие новостроек продолжится в сторону Павловского тракта. Тогда же начата масштабная реконструкция ул. Советской Армии, на ленинском проспекте высажены берёзы и поставлены чугунные фонари.
2 марта 2008 года переизбран на второй срок.
В сентябре 2008 года Колганов подписал стратегию развития Барнаула до 2020 года
под названием Барнаул 2020 . В стратегии указано:
- Возведение колхозного рынка на Проспекте Калинина
- Перенос трамвайных путей с Проспекта Строителей на Площадь Победы (Барнаул).
- Строительство 20-этажной гостиницы за зданием Администрации Алтайского края и др.

#### Критика
В 2005 году, произошёл конфликт, ставший началом серой полосы в карьере мэра. Губернатор Алтайского Края А. Б. Карлин публично заявил о неудовлетворительной работе администрации Колганова:

 Владимир Николаевич, ну нельзя же до такой степени не понимать происходящих событий в Барнауле. Заработная плата выросла на 20 % , безработица, а вы бездействуйте…Немедленно примите все необходимые меры…
Итоги социально-трудовых отношений на промышленных предприятиях Барнаула за 2005 и первую половину 2006 года, обнародованный на заседании администрации города:
Заработная плата выросла в среднем на 21 процент и составила 6610 руб. Коэффициент безработицы, который в 2005 году был равен 0,9 пункта, а в 2006 — 1,2. А во второй половине 2006 года в списки службы занятости попадет ещё более 1 тысячи безработных — это бывшие сотрудники Алтайского моторного завода.
Промышленность Барнаула начала снижать свою производственную мощность. Из 23 крупных и средних предприятий снизили объёмы производства по сравнению с показателями 2005 и 2004 годов. Три предприятия — АМЗ, АЗТН и Барнаульский радиозавод — имеют задолженность по заработной плате.
В марте 2006 года администрация Барнаула попыталась одномоментно поднять земельный налог и арендную плату за землю для гаражных и погребных кооперативов в 60-70 раз согласно земельному кадастру и для пополнения бюджета. А 24 марта под окнами мэрии состоялся многочисленный митинг противников нововведения, и мэрия пошла на некоторые уступки.
8 апреля 2006 года в Барнауле началась вырубка берёзовой рощи в районе поселка Солнечная Поляна. Берёзы здесь посажены в честь 35-летия Победы в Великой Отечественной войне (около 17 тысяч деревьев). Вице-мэр Игорь Перемазов подписал постановление, разрешающее МУП «Барнаулкапстрой» снести 915 берёз, объяснив это тем, что на данной территории рощи будут возводиться жилые дома. За вырубку «Барнаулкапстрой» должен возместить в городской бюджет в сумме 3 млн. 330 тыс. 546 рублей 20 копеек. Вскоре, при посещении города премьер-министр Михаил Фрадков заметил вырубку и негативно высказался об этом губернатору. Позднее Колганов заявил, что рощу он восстановит.
В апреле 2006 года комитет по эксплуатации дорог, благоустройству, транспорту и связи под руководством Николая Долженко провёл конкурс среди автоперевозчиков на право пассажирских перевозок в Барнауле. Конкурс выиграли владельцы до тех пор неизвестных в городе фирм, владеющих китайскими автобусами. Выяснилось, что конкурс проводился с нарушениями — чиновники мэрии превысили служебные полномочия. Кроме того, краевое ГИБДД отказалось регистрировать китайские автобусы как несоответствующие требованиям для пассажирских перевозок. Однако китайские автобусы продолжили работу на маршрутах.
Кроме того до сих пор в стадии разбирательства находятся скандалы с инициативой администрации по сносу киосков и торговых палаток на Центральном рынке и организация «Барнаульской управляющей компании», которая занималась продажей и сдачей в аренду муниципальной собственности.
В 2007 году прошли аукционы по продаже муниципальной собственности, в результате которых, управляющие компании получили вознаграждение, почти равное тому, что поступило в бюджет Барнаула. Серьёзной критике подверглись и передачи в аренду муниципального имущества «Водоканала» и «Горэлектросети».
7 мая 2008 года суд Центрального района Барнаула вынес решение о признании несостоявшимися выборов главы Барнаула. Проигравшие кандидаты доказали фальсификацию выборов со стороны избирательной комиссии в пользу Владимира Колганова. Однако, 11 июня 2008 года Алтайский краевой суд отменил решение первой инстанции.
16 июня 2009 года губернатор края Александр Карлин публично отчитал Колганова по поводу отсутствия горячей воды в поселке Южный.

### Отставка
14 сентября 2009 года в отношении Владимира Колганова было возбуждено уголовное дело по ст. 293 УК РФ — «халатность». Однако пресс-служба администрации города распространила в СМИ заявление, согласно которому мэр был уверен в законности своих действий.
8 декабря 2009 года к уголовному делу Колганова была добавлена ещё одна статья о злоупотреблении должностными полномочиями. Чуть позже, 21 декабря Колганов был госпитализирован с сердечным приступом. Сердечный приступ произошел после проведенного у него дома обыска. Мэр был направлен на лечение в Москву, где пробыл месяц, и 21 января 2010 года вернулся в Барнаул, приступив к своим обязанностям.
12 августа 2010 года губернатор Алтайского края Александр Карлин подписал постановление об отрешении от должности главы города Барнаула Владимира Колганова:

В связи с неоднократными, установленными судом фактами совершения главой города Барнаула действий (бездействия), влекущих нарушение конституционных норм, прав и свобод человека и гражданина, единства правового и экономического пространства Российской Федерации, и непринятием указанным лицом мер по исполнению решений судов.

В этот же день на заседании регионального политсовета «Единой России» Владимиру Колганову было предложено добровольно сложить свои полномочия. Колганов подал в гордуму Барнаула соответствующее заявление, однако депутаты не приняли отставку мэра.

### После отставки
13 января 2011 года стало известно о том, что прокуратура предъявила Владимиру Колганову обвинение в превышении должностных полномочий (ч. 2 ст. 286 УК РФ). По мнению следствия, 2005 году Колганов, действуя в интересах ряда предпринимателей, организовал преступную схему передачи муниципального имущества в доверительное управление частным компаниям. Сумма причиненного ущерба городу Барнаулу составила более 56 миллионов рублей. В качестве меры пресечения с бывшего мэра была взята подписка о невыезде..